# Cadiolo
Cadiolo é uma cidade, comuna e sede da circunscrição de Cadiolo, na região de Sicasso ao sul do Mali. A comuna inclui a cidade e 19 vilas. Segundo censo de 1998, havia 31 292 residentes, enquanto segundo o de 2009, havia 52 932.